# LWS-97
LWS-97 (ros. ЛВС-97, także 71-147) – typ rosyjskiego, sześcioosiowego, przegubowego wagonu tramwajowego. Oznaczenie LWS pochodzi od słów „Lieningradskij Wagon Soczlienionyj” (ros. Ленинградский Вагон Сочленёный, pol. Leningradzki Tramwaj Przegubowy). Produkcja wagonów miała miejsce w latach 1997–2004 w zakładach PTMZ w Petersburgu.
Tramwaje typu LWS-97 eksploatowane są obecnie jedynie w Petersburgu. Dawniej kursowały również w Kołomnie, Krasnojarsku i przechodziły jazdy próbne w Witebsku.

## Historia

### LWS-97K
We wrześniu 1997 roku pod kierunkiem głównego konstruktora I. I. Fokina skonstruowano prototypowy egzemplarz wagonu typu 71-147 (LWS-97K). Prezentacja wagonu miała miejsce podczas obchodów 90-lecia sieci tramwajowej w Petersburgu. 
W ostatnich trzech sztukach, wyprodukowanych w latach 2001–2002 (nr 1524, 1526 i 1527), zamontowano dwuczęściowe drzwi harmonijkowe oraz zmieniono ich rozmieszczenie. Między drugimi a trzecimi drzwiami wstawione zostało dodatkowe okno. Zmieniono także rodzaj siedzeń we wnętrzu, upodabniając wagon do tramwajów typu LM-99.
W maju 2002 roku zakończono produkcję tramwajów typu LWS-97K z powodu braku nowych zamówień. W ciągu 6 lat wyprodukowano 41 wagonów.

### LWS-97A-01
W 2004 r. powstał prototyp wagonu LWS-97A-01. Po przydzieleniu do petersburskiej zajezdni nr 1 nadano mu numer 1202, a następnie włączono do eksploatacji liniowej. Zamontowanie drugiego członu tramwaju na niskopodłogowych wózkach umożliwiło obniżenie wysokości podłogi w drugim członie. W 2008 r. przeprowadzono kapitalny remont wagonu, podczas którego wymieniono prototypowe wózki na zwyczajne, co zbliżyło wagon pod względem konstrukcyjnym do tramwajów LWS-97А. W wyniku remontu wagon utracił część niskopodłogową - jedyną pamiątką po niej jest obniżona linia okien w drugim członie. Obecnie tramwaj stacjonuje w zajezdni nr 7, gdzie w 2009 r. otrzymał nowy numer 7100.

## Modyfikacje

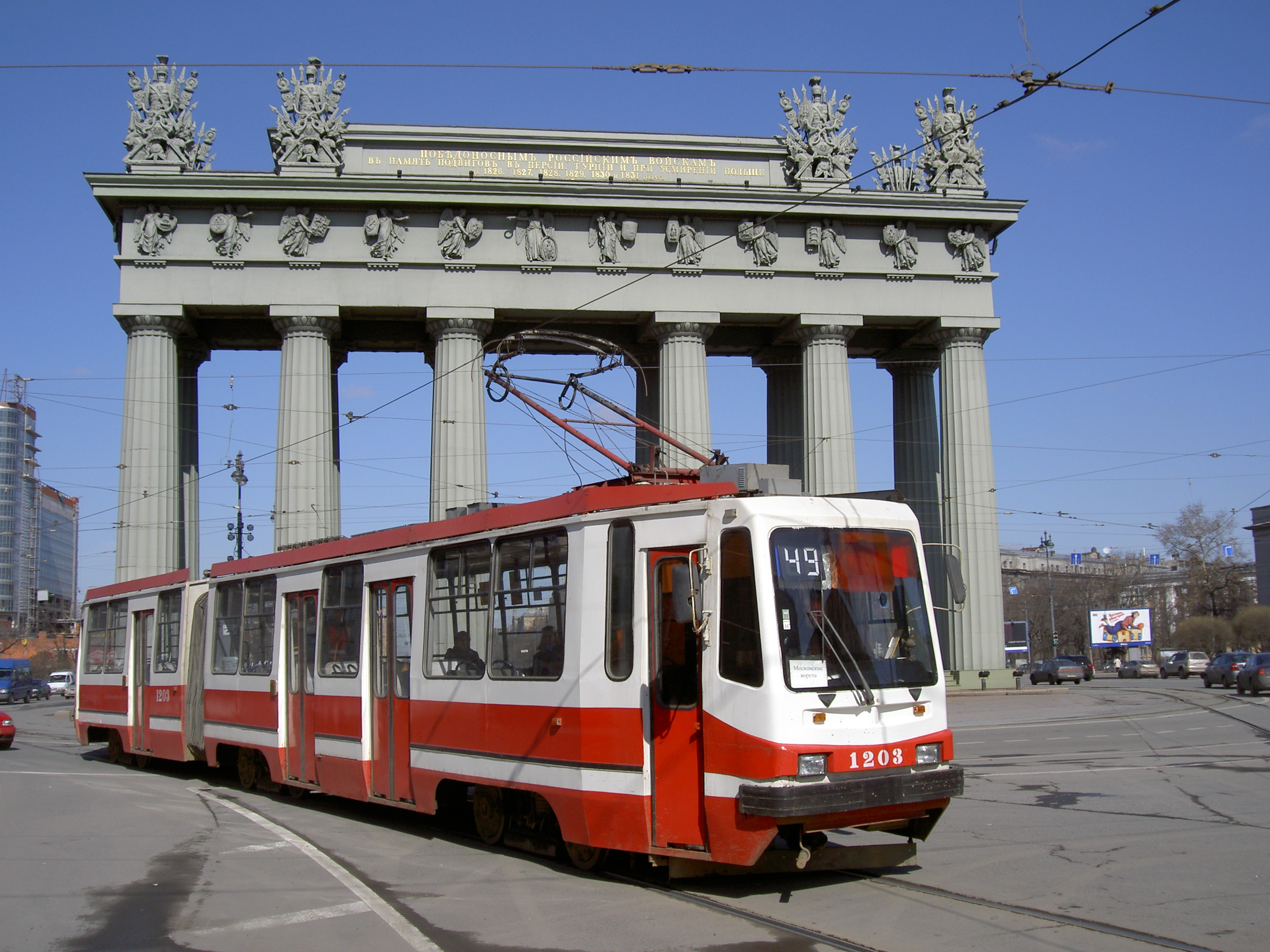
LWS-97A w Petersburgu, 2008 r.

- LWS-97K Wagony wyposażono w rozruch stycznikowy. Produkowano je w latach 1997–2002. Eksploatowane były w Petersburgu, Kołomnie oraz w Krasnojarsku.
- LWS-97M Wagony z rozruchem tyrystorowym. Wyprodukowano dwa egzemplarze w 1998 r. Jeden z nich był testowany w Witebsku, a następnie został zwrócony do Petersburga. W późniejszym czasie został przebudowany na typ LWS-97A: zmieniono wygląd ściany członowej oraz zmodyfikowano układ drzwi. Modernizacja miała miejsce w zakładach PTMZ.
- LWS-97A W wagonach zamontowano silniki asynchroniczne. W latach 1998–2003 powstało sześć wagonów dla Petersburga.
- LWS-97A-01 (71-151АN) Tramwaje z silnikami asynchronicznymi. Drugi człon wagonu ma niską podłogę. W 2004 r. dostarczono jeden tramwaj do Petersburga.